# Nzambi
Nzambi är i mytologin hos Bantufolken i Afrika ett namn på Gud (den högsta guden).
På kreol heter Nzambi Zombi ej att förväxla med "Zombie".